# Nachrichtenoffizier
Nachrichtenoffizier ist die Bezeichnung für einen
- Offizier der Nachrichtentruppe, zuständig für die Herstellung und Sicherung der Nachrichtenverbindungen zwischen Truppenteilen oder für

- eine Person, die für einen Nachrichtendienst, insbesondere für einen Militärnachrichtendienst, oder für einen Geheimdienst arbeitet, dann auch als Geheimdienstoffizier, selten als Nachrichtendienstoffizier bezeichnet. Häufig werden mit nachrichtendienstlichen Mitteln Informationen beschafft, gesammelt oder ausgewertet. Diese dienen der Gewinnung von Erkenntnissen, insbesondere beim Militär, aber auch in den Bereichen Politik, Polizei, Zoll, Wirtschaft, Wissenschaft, Forschung und Technik.

Da Nachrichtenoffiziere auch mit geheimen oder sensiblen Informationen in verschlüsselter Form umgehen, kann zu ihren Aufgaben auch die Entzifferung gehören, also die Arbeit eines Kryptoanalytikers.